# Paradiaphlebopsis celebensis
Paradiaphlebopsis celebensis är en insektsart som beskrevs av Kästner 1934. Paradiaphlebopsis celebensis ingår i släktet Paradiaphlebopsis och familjen vårtbitare. Inga underarter finns listade i Catalogue of Life.